# Wolfgang Berus
Wolfgang Berus (Witzenhausen, Kassel, Alemanya, 1956) és un artista alemany instal·lat a Cadaqués des de mitjans dels anys 80. És membre actiu de l'Ateneu de Cadaqués. El seu treball es mou entre la pintura matèrica, l'expressionisme i l'informalisme, amb una forta influència de la natura i el paisatge. Per a realitzar les seves obres selecciona materials naturals dels boscos i muntanyes i es genera ell mateix els pigments. El 2011 se li va fer una exposició retrospectiva a Cadaqués.

## Exposicions individuals
- 1986 — El Barroco, Cadaqués (E)
- 1989 — Societat L'Amistat, Cadaqués (E)
- 1990 — Galería E. Fernández, Cadaqués (E)
- 1993 — Galerie Weingartz, Mayen (D)
- 1993 — Societat L'Amistat, Cadaqués (E)
- 1994 — Galleria AOC - F58, Roma (I)
- 1994 — Galerie Leutloff, Berlin (D)
- 1995 — Galerie Ildikó Risse, München (D)
- 1995 — SKO-ART, Schermbeck (D)
- 1997 — Gallery 141, Nagoya (Japan)
- 1997 — Gallery Strasse, Nishinomiya (Japan)
- 1999 — Galería 98, Cadaqués (E)
- 2000 — Ateneu, Cadaqués (E)
- 2002 — Galería d'Art Ca’n Pinós, Palma (E)
- 2003 — Fundació Matthias Kühn, Palma (E)
- 2003 — Fundació Josep Niebla, Casavells, Girona (E)
- 2004 — Showroom C. Pu,Taipei (Taiwan)
- 2004 — Gallery Hung-Jen, Gao-xiung (Taiwan)
- 2004 — Galería El Pont, Besalú, Girona (E)
- 2005 — Gallery Shimkokyo (W. Berus/J.Portilla), Kobuchizawacho (Japan)
- 2005 — Galería Marges-U (W. Berus/B. Block), Cadaqués (E)
- 2006 — Espai Cap de Creus, Cadaqués (E)
- 2007 — Galería Empire Art, Palma (E)
- 2007 — Empire Art Galerie, Mainz (D)